# Tommy y Oscar
Tommy y Óscar es una serie de televisión animada creada por Max Alessandrini y producida en el año 1999 por el estudio italiano Rainbow S.r.l. Su concepto y personajes se basan en el CD-ROM educativo Tommy y Óscar: El fantasma del Teatro. En España fue emitida en La 1 del 2001 durante TPH Y más Tarde en Fox Kids

## Datos
En el año 1995, Max Alessandrini ya ideó el concepto de la serie que estrenaría cuatro años después. Desde su primera aparición en los CD-ROMs educativos El fantasma del Teatro (galardonado en 1996 con el prestigioso "Bologna Media Prize") y Misión Música (1998), los personajes de Tommy y Oscar han tenido mucho éxito en todo el mundo, sobre todo en los continentes de Europa, América Latina y Asia. Debido a esto, en el año 1998 comenzó la producción de los primeros 26 episodios de la serie.
La serie narra las aventuras de Tommy, un chico que vive con su tío inventor Leonardo, y Óscar, un ser extraterrestre capaz de cambiar de forma que se alimenta de notas musicales. En sus aventuras suelen estar acompañados por Yukari, una joven japonesa que asiste también al colegio de Tommy.
La serie tuvo 52 episodios en 2 temporadas, además de una película directa a televisión estrenada en el año 2007.